# SOB Re 446.4
De SOB Re 446.4 is een elektrische locomotief voor het goederenvervoer en het personenvervoer van de Zwitserse spoorwegonderneming Südostbahn (SOB).

## Geschiedenis
In de jaren 70 evalueerde de SBB in Zwitserland passende vormen van hogesnelheidsvervoer. Het project Rail 2000 begon hiermee vorm te krijgen. Een kosten-batenanalyse leidde tot de conclusie dat de infrastructuur en rollend materieel geschikt moest zijn voor een maximale snelheid van 200 km/h.
De locomotieven werden ontwikkeld en gebouwd door Schweizerische Lokomotiv- und Maschinenfabrik (SLM) in Winterthur en Brown, Boveri & Cie (BBC) in Baden en in Oerlikon.
Uiteindelijk bereikte SBB en SOB in 1995 een overeenkomst bereikt voor de ruil met vier SBB locomotieven van het type Re 4/4 IV met vier SOB locomotieven van het type Re 4/4 III. De locomotieven gingen na een revisie in 1995 en in 1996 bij de Schweizerische Südostbahn (SOB) in dienst.

## Constructie en techniek
Door gebrek aan ervaring werden door SLM en BBC vier prototype locomotieven gebouwd. De techniek was gebaseerd op treinen van het type RABDe 8/16. De locomotieven zijn opgebouwd met een lichtstalen frame. De aandrijving van twee locomotieven werd door BBC gebouwd en de andere twee locomotieven werd door SLM gebouwd. Bij een snelheid van ongeveer 85 km/h heeft de locomotief een continu vermogen van ongeveer 5.050 kW.
Doordat het onderhoud relatief kostbaar werd heeft de SBB geprobeerd de vier locomotieven te verkopen. In 1992 werd voorgesteld om de Union internationale des chemins de fer (UIC) nummering Re 440 000 - 440 003 aan te brengen.
Bij de Südostbahn (SOB) kregen de locomotieven de nummers Re 446 445 - 446 448.
Bij de fusie in 2001 van de Südostbahn met Bodensee-Toggenburg-Bahn (BT) werden de locomotieven vernummerd van 446 445 - 446 448 in Re 446 015 - 446 018.

## Treindiensten
De treinen worden door de Südostbahn (SOB) ingezet op het traject:
- Voralpen-Express tussen Romanshorn en Luzern

Sinds 15 december 2013:
- Voralpen-Express tussen St. Gallen en Luzern